# Сонети (книга Дмитра Павличка, 1978)
«Сонети» — збірка оригінальних сонетів і перекладів авторства Дмитра Павличка.
Збірка вийшла в Києві у видавництві ЦК ЛКСМУ «Молодь» у 1978 році.
Обсяг збірки — 368 сторінок у твердій палітурці. Наклад 20 000 примірників.

## Зміст
- Львівські сонети. — С. 7-58.
- Білі сонети. — С. 61-96.
- Київські сонети. — С. 99-144.
- Сонети подільської осени. — С. 145-192.
- Переклади. — С. 193-348.
- Про авторів.

Цикл «Львівські сонети» вперше вийшов друком у 1958 році, «Білі сонети» у 1968 році, «Сонети подільської осені» у 1973 році, «Київські сонети» у 1978 році.